# Ectoedemia hypericella
Ectoedemia hypericella là một loài bướm đêm thuộc họ Nepticulidae. Nó được miêu tả bởi Braun năm 1925. Nó được tìm thấy ở Bắc Mỹ (bao gồm Ohio).
Sải cánh dài 4-4.8 mm.
Ấu trùng ăn Hypericum prolificum. Chúng ăn lá nơi chúng làm tổ. 